# Frigento
Frigento è un comune italiano di 3 394 abitanti della provincia di Avellino in Campania.

## Geografia fisica
(Carmine Pascucci, fine '700)

Il comune, adagiato sulla sommità di un ampio colle all'altezza di 911 m s.l.m., si trova nell'Irpinia centrale e l'abitato si sviluppa su tre alture che si alternano sul singolare massiccio collinare che caratterizza il territorio del comune. Frigento, il cui territorio si estende su circa 40 km², domina dall'alto l'ampia valle dell'Ufita a nord e la conca del Fredane a sud, mentre affaccia ad est sulla Valle d'Ansanto e a ovest sul bacino del Calore.  

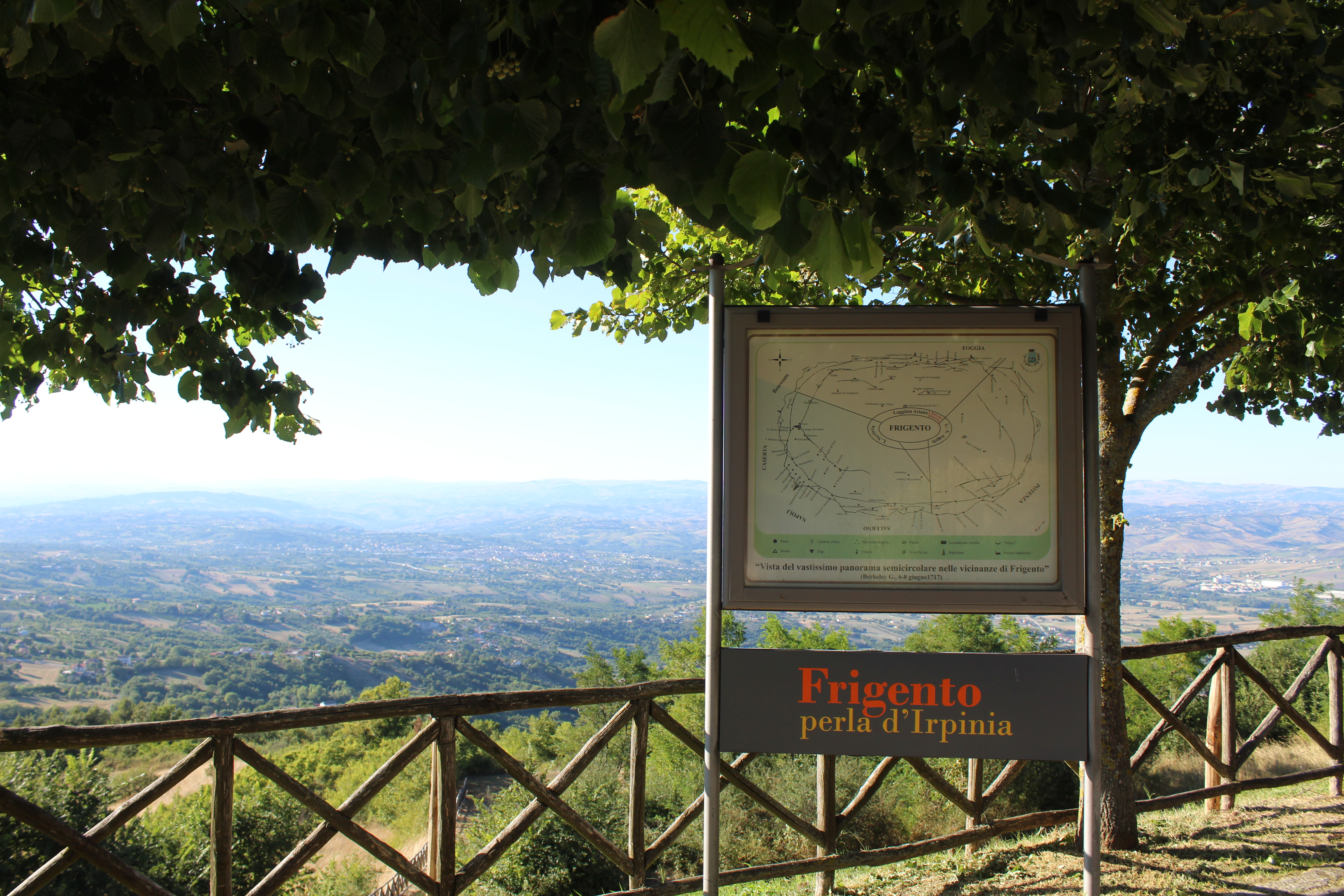
Vista da via Limiti

### Sismicità
Il territorio comunale di Frigento è parte del distretto sismico dell'Irpinia. In occasione del terremoto del 1980 vi furono, nel solo comune di Frigento, 4 morti, 80 feriti e 663 senzatetto.
- Classificazione sismica: zona 1 (sismicità alta)[6]

## Origini del nome
La denominazione di Frigento deriverebbe dal toponimo Frequentum, Friquentum o Afrigentum, a loro volta derivanti dall'espressione latina A populi frequentia, così come menzionato nelle Rationes Decimarum della Campania (1308-1310).

## Storia
Il territorio di Frigento conta numerosi rinvenimenti di epoca paleolitica, principalmente realizzati in selce o in "pietra di Frigento", costituita fra l'altro da scisti silicei, peliti rosse silicizzate e marne silicizzate. Resti fossili animali, associati a manufatti umani testimoniano di un'antica frequentazione dell'area. In particolare, il rinvenimento di un osso fossilizzato umano rinvenuto dal professor Salvatore Forgione sulla collina di Frigento viene identificato al morfotipo umano dell'Homo erectus, simile a quelli di altri siti preistorici (Castel di Guido, Sedia del Diavolo, Venosa-Notarchirico) e databile fra 350 000 e 130 000 anni fa.
Secondo una dubbia tradizione, il paese di Frigento sarebbe emerso agli onori della storia nel 441; in quell'anno per volere di papa Leone I sarebbe divenuto sede della diocesi del vescovo Marciano che scelse tale luogo come eremo e luogo di preghiera. Con l'avvento dei Longobardi, grazie alla favorevole posizione geografica, Frigento divenne strategico posto di difesa del ducato di Benevento finché, nel 988, un terremoto la distrusse.
Lentamente ricostruito, il borgo fu per secoli sotto il dominio dei potenti feudatari della vicina Gesualdo che ne mantennero la reggenza fino alla fine della loro discendenza. Successivamente il feudo venne ceduto alla famiglia Filangieri, quindi passò ai Caracciolo di Avellino che ne mantennero il dominio fino alla fine dei diritti feudali.
Nel volgere dei secoli, la storia di Frigento fu legata alla presenza della sede vescovile che rimase punto di riferimento religioso ed anche economico della comunità fino alla soppressione definitiva disposta nel 1818. Durante il Regno delle Due Sicilie fu sede di uffici istituzionali e capoluogo dell'omonimo circondario appartenente al distretto di Sant'Angelo de' Lombardi, nel quale figuravano inoltre i vicini centri di Gesualdo, Sturno, Torella dei Lombardi, Villamaina. Mantenne medesime prerogative anche dopo l'unità d'Italia.

## Monumenti e luoghi d'interesse
Tra le strade e i vicoli intorno alla chiesa di Santa Maria Assunta si articola il centro storico, nucleo antico del comune, che presenta edifici gentilizi con portali lavorati in pietra locale di particolare rilievo e dei giardini pensili particolarmente decorativi facenti parte di un complesso di palazzi storici privati. Punti di interesse storico, artistico e ambientale, come fontane antiche, complessi masseriali e una rocca di epoca medievale, sono dislocati anche nelle aree rurali .

### Architetture religiose

#### Chiesa Madre Santa Maria Assunta in Cielo

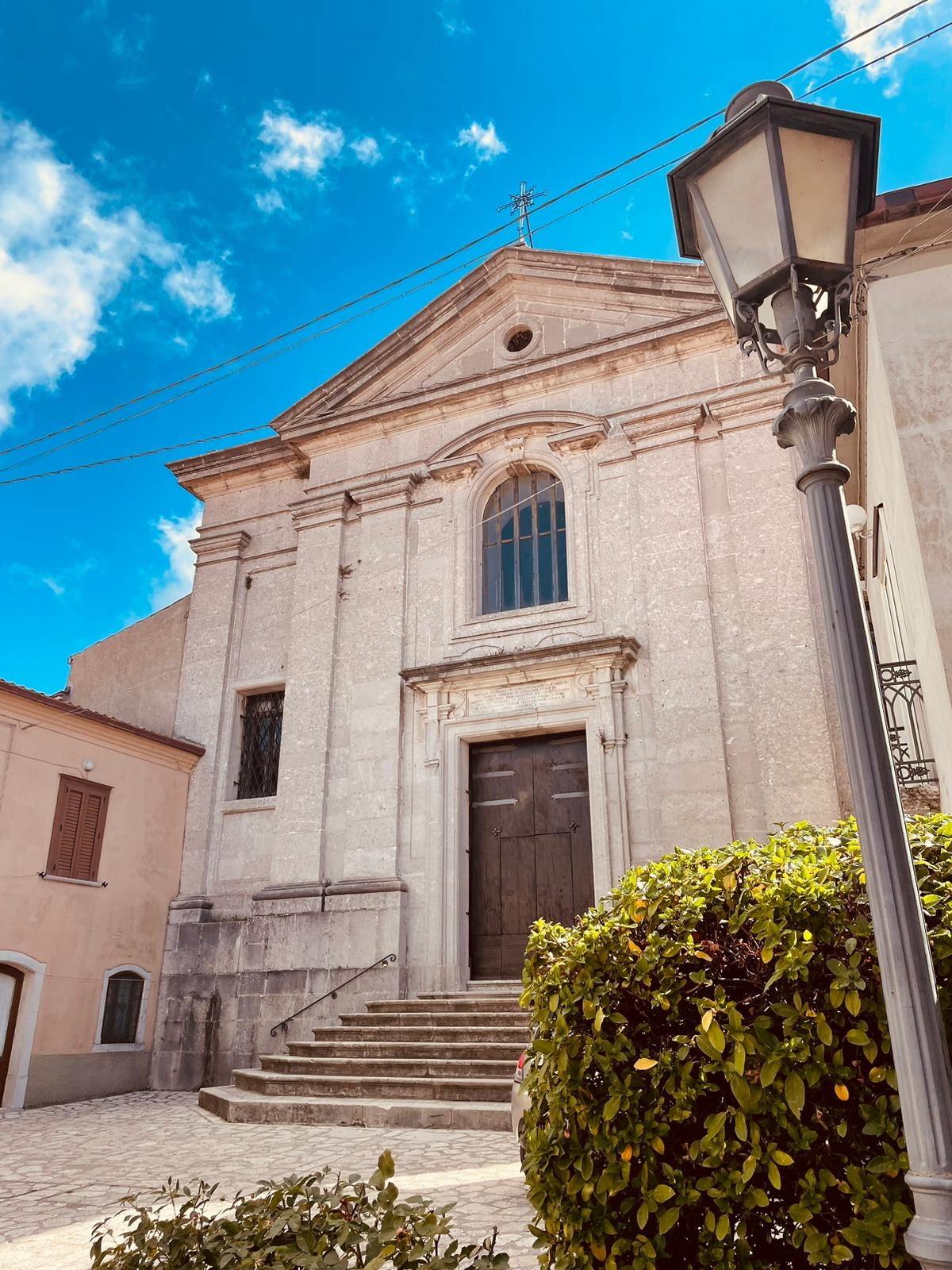
Facciata della ex cattedrale

Edificio imponente ed austero che si caratterizza per le numerose stratificazioni che ne attestano l'evoluzione storica, la chiesa è collocata sulla sommità del colle di Frigento e, viste le origini paleocristiane, è il luogo di culto più antico del paese. Cattedrale nel periodo in cui Frigento è stata sede vescovile, fu edificata sulle rovine di un tempio pagano e conserva nell'ipogeo una collezione di oggetti di epoca romana e tardo antica. Distrutta dal terremoto del 1732, è stata ricostruita nel 1760. All’interno, l’edificio, a tre navate con abside semicircolare e cappelle laterali, presenta alcune tele ospitate da cassettoni in castagno nell'area del soffitto: nella navata centrale è rappresentata l’Assunzione della Vergine e nel transetto un miracolo di San Marciano, opere ambedue realizzate nel XVIII secolo da Antonio Vecchione da Nola. L’altare maggiore è realizzato in marmi policromi, mentre il coro, il trono vescovile e il pulpito lavorato in legno sono caratterizzati da motivi ornamentali barocchi. Il fonte battesimale in marmo con vasca in granito fu donato dal canonico Marciano De Leo. La chiesa Santa Maria Assunta in Cielo conserva la reliquia del cranio di San Marciano, mostrato ai fedeli solo due volte all'anno.

#### Chiesa di San Marciano

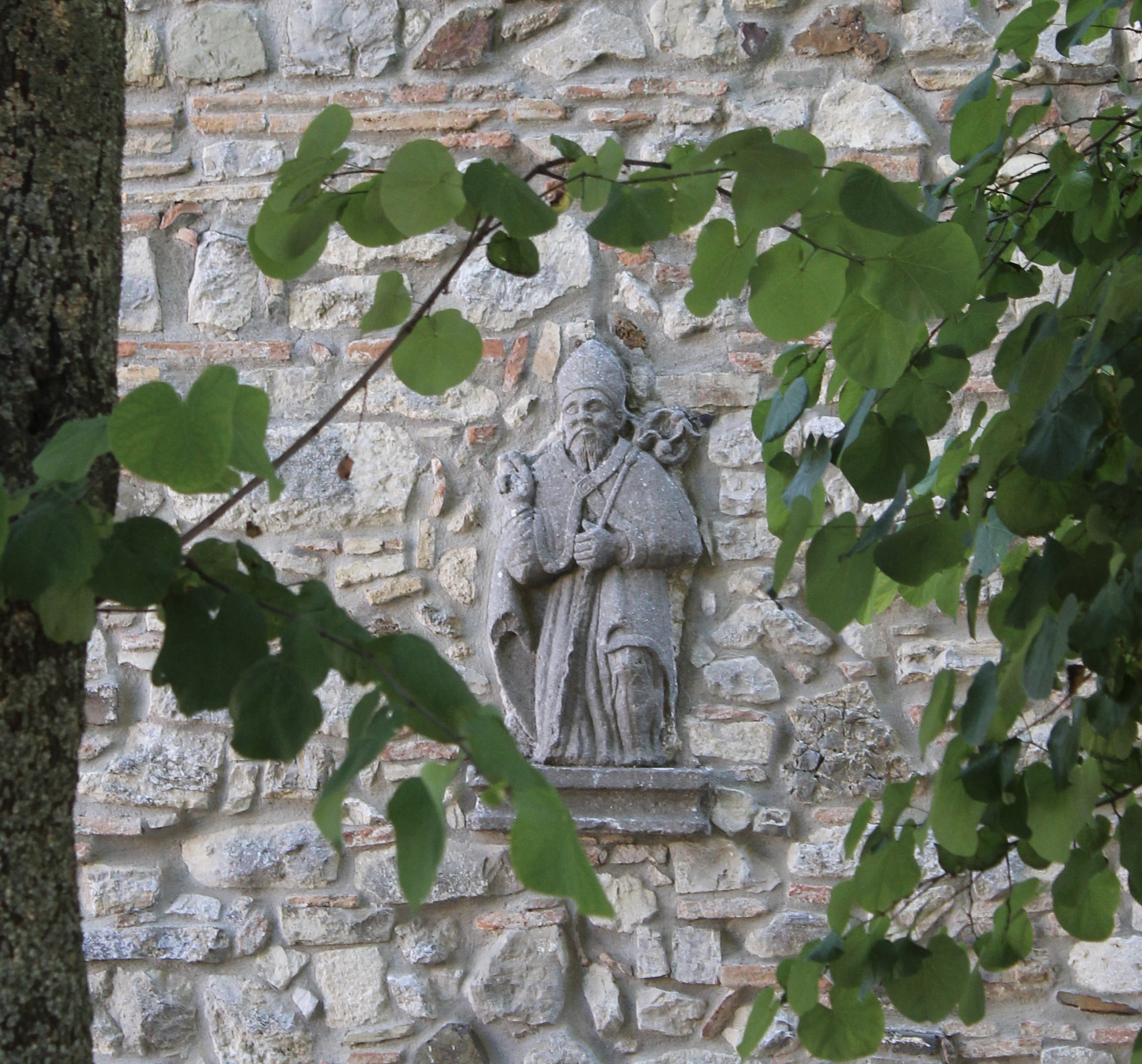
Statuetta di San Marciano incastonata nella parete esterna dell'omonima chiesa

Collocata alle porte del centro storico, la chiesa di San Marciano, attestata dalle fonti scritte già dal 754 d.C., è il luogo di culto dedicato al santo patrono della comunità. Sebbene la struttura risalga al settecento, essa risulta sorgere su un sito che presenta tracce di complessi ben più antichi, come testimoniato dall'utilizzo di materiali di epoca romana e dal rinvenimento, grazie a indagini archeologiche effettuate presso gli adiacenti giardini, dei resti di un antico luogo di culto che sorgeva nell’area di una necropoli. Molteplici sono state, infatti, le sepolture individuate di uomini liberi longobardi rinvenuti con corredi di armi. Se all'interno è posta sull'altare maggiore una tela raffigurante il patrono e sono presenti frammenti di iscrizioni monumentali in bronzo e vari oggetti ex voto donati in segno di riconoscimento al santo, all'esterno dell'edificio, invece, si nota un'antica statuetta posizionata sulla parete che affaccia verso i giardini dopo il restauro subito dall'edificio a seguito del terremoto del 1980 .

#### Santuario Madonna del Buon Consiglio
Situato in località Piano della Croce, sulle pendici dell'omonimo altopiano e risalente al 1920, il santuario vede le proprie origini strettamente legate al ritrovamento da parte di un contadino nella frazione di Pagliara di una terracotta raffigurante la Vergine Maria che tiene in braccio il Bambino Gesù: la costruzione, infatti, fu voluta dai fedeli che posero la prima pietra della chiesa il 20 maggio 1921. Il complesso, luogo di culto e meta di pellegrini e devoti della Madonna del Buon Consiglio, è affidata ai Frati Francescani dell'Immacolata ed è la casa madre dell'istituto religioso fondato all'inizio del 1970 dai frati minori conventuali padre Stefano Maria Manelli e padre Gabriele Maria Pellettieri. La struttura è a navata unica e all'interno, oltre a due dipinti nella zona del soffitto, lungo le pareti laterali si collocano alcuni affreschi rappresentanti scene tratte dai Vangeli, mentre al di sopra dell'altare è visibile la maiolica della Madonna col Bambino, ancora oggetto di venerazione da parte dei fedeli a un secolo di distanza dal rinvenimento. Dal 2001 nella cantoria è presente un organo a canne di 25 registri.

### Architetture militari

#### Ruderi di Sant'Angelo al Pesco
Rovine dell'antico maniero di difesa eretto in epoca longobarda nella contrada di Sant'Angelo al Pesco, a 5 km dal centro abitato. Il toponimo fa riferimento, oltre che al culto longobardo dell’Arcangelo (molto diffuso nel Sud Italia), al pesco, termine proveniente dall'osco peesslùm o pestulùm, ossia poggio, da cui sarebbe derivato il latino pesculum, ovvero pietra sporgente. I ruderi si ergono, infatti, su una roccia e la pianta di ciò che resta del complesso ne evidenzia l'irregolarità dovuta alla necessità di adattare le strutture murarie alla conformazione del masso roccioso su cui è costruita. Nell'area di Sant'Angelo al Pesco è attestata in un documento del secolo XI, dal quale si evince una donazione fatta al monastero di Santa Sofia a Benevento, la presenza di un villaggio e una chiesa con monastero, ma l'antica abbazia-fortezza fu saccheggiata e bruciata dai Saraceni nel 1200. Dopo l’unità d’Italia l'area fu utilizzata come da riparo dai briganti che a seguito delle razzie si nascondevano nella zona.

### Architetture civili
Molti sono i palazzi gentilizi di Frigento nell'area attigua a palazzo De Leo, sulla sommità del paese. Gli edifici, databili per lo più tra XVIII e XIX secolo, sono stati in gran parte restaurati dopo il sisma del 1980. Tra i maggiori vanno annoverati: palazzo Capobianco, palazzo Filippone, palazzo Pelosi, palazzo Flammia, palazzo Grella-Calò e palazzo Testa-Cipriano.

#### Palazzo De Leo

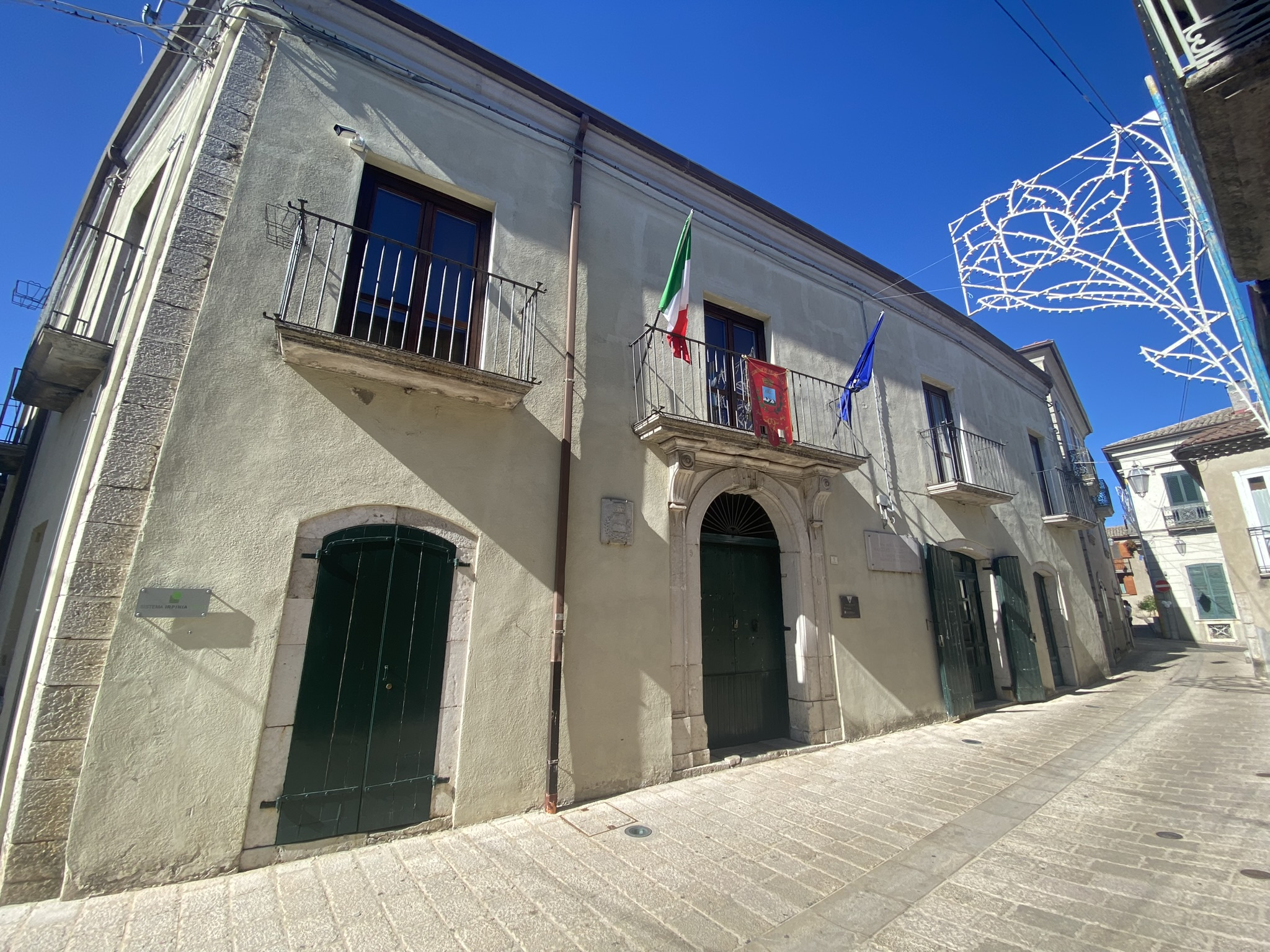
Palazzo De Leo, la casa della cultura del comune

Storica dimora gentilizia in cui nacque e visse Marciano De Leo, scrittore, poeta e teologo locale che ispirò Giacomo Leopardi nella realizzazione de La ginestra. Sito nel centro storico, il palazzo ospita la biblioteca civica, la civica raccolta d’arte "Pina Famiglietti" e il museo archeologico FRIMACT che, per mezzo di installazioni audiovisive e reperti, ripercorre l'intera storia del comune prendendone in considerazione la tradizione agricola e il passato di epoca romana.

#### Complesso masseriale "lo Parco"
Il complesso, conosciuto anche come casale lo parco, è situato in contrada Parco, zona collinare e agricola dalla quale si dominano le vallate sottostanti. Tale stanziamento, simile a molti altri presenti storicamente nella zona, costituisce la reinterpretazione settecentesca di quella comunità autonoma vera e propria che era la curtis altomedievale: si spiega in questo modo la presenza di una piccola chiesa dedicata ai santi Ciriaco, Donato e Gaetano accanto alla casa padronale. Sebbene la struttura attuale sia frutto di modifiche e ampliamenti dell’impianto originario essa resta un chiaro esempio dell’architettura rurale tipica dell’Irpinia nei secoli XVI e XVII. Si tratta di una delle rare torri colombaie, strutture legate all'epoca della feudalità quando vi si allevavano colombi allo scopo di utilizzarne le deiezioni come fertilizzante agricolo, sopravvissute al sisma del 1980. Caratteristiche appaiono la cappella per le funzioni religiose private dei proprietari, la scala d’accesso alla casa padronale, una piccola torre con orologio e una loggia che presenta due colonnine in pietra e copertura in legno.

### Siti archeologici

#### Cisterne romane
Grande opera architettonica di età romana ideata, secondo l'iscrizione custodita nella ex cattedrale di Frigento, dall'architetto Antistius. Le cisterne romane, risalenti alla tarda età repubblicana e segnatamente al primo secolo a.C., avevano lo scopo di intercettare e immagazzinare le acque di falda e quelle provenienti dalle piogge e dallo scioglimento della neve invernale. Moderni studi hanno consentito di individuare in un'area adiacente un condotto di distribuzione che lascia ipotizzare la presenza nei primi due secoli d.C. di un impianto termale. Sebbene secondo le fonti in passato gli ambienti fossero undici, attualmente ne sono presenti soltanto quattro, tre dei quali visitabili grazie a un ingresso non originario. Realizzate in opus incertum e ben conservate, le cisterne costituiscono un esempio di architettura idraulica del periodo romano. Si trovano nel centro storico.

### Aree naturali

#### Panoramica Limiti

Panorama da uno dei loggiati della passeggiata pedonale

Passeggiata panoramica che circonda il centro storico del paese nella sua parte più elevata ricalcando il perimetro di un’antica fortificazione. La strada, della lunghezza di circa 500 metri e in larga parte esclusivamente pedonale, consente di arrivare a vedere, grazie ai tre loggiati che ne puntellano il percorso, 5 regioni (Campania, Puglia, Basilicata, Molise, Abruzzo) e 11 province per un totale di circa 65 comuni visibili a occhio nudo. Delimitano l'orizzonte i massicci del Matese e della Maiella a circa 140 km di distanza. Se appena qualche metro più in alto la panoramica è sormontata da una terrazza dotata di una moderna gradinata ideata per accogliere presentazioni, dibattiti, spettacoli teatrali e proiezioni, nell'area al di sotto si apre l'area boschiva che costituisce il parco urbano Panorami, istituito nel 2006 e riconosciuto dalla Regione Campania: esso si estende sul lato nord e nord-est dell'altura su cui sorge il comune e include, oltre a un'ampia zona boschiva, anche il centro storico. Il parco, tutelato in ragione dei suoi valori ambientali e geomorfologici, si caratterizza per una notevole biodiversità ed è attraversato da sentieri adibiti al trekking e al mountain-biking. Hanno visitato l'area panoramica e descritto la vista personaggi quali lo scrittore inglese Edward Lear e il vescovo e filosofo irlandese George Berkeley. Quest'ultimo ebbe a dire, nei suoi diari personali a proposito dei viaggi in Italia compiuti tra il 1713 e il 1720:
(George Berkeley, Viaggio in Italia, a cura di Jessop Th. E. & Fimiani M., Bibliopolis, Napoli, 1979)

## Società

### Evoluzione demografica
Abitanti censiti

### Etnie e minoranze straniere
Al 31 dicembre 2016 risultano residenti nel territorio di Frigento 92 cittadini stranieri. Le comunità più numerose sono quelle di:
- Filippine 19
- Romania 14
- Nigeria 12

### Lingue e dialetti
Accanto alla lingua italiana a Frigento si parla una varietà del dialetto irpino.

### Tradizioni e folclore
- Tirata dei Carri Covoni, evento religioso e folcloristico che si svolge ogni anno a Ferragosto. Legata alla tradizione dei carri e gigli di paglia, molto diffusa in Irpinia, la tirata riprende un'antica consuetudine contadina della comunità: una volta mietuto, si era soliti offrire una parte del grano a San Rocco come ringraziamento per il buon raccolto. Il grano veniva poi intrecciato e utilizzato come ornamento di alcuni carretti di legno trainati da buoi. La tirata riprende tale tradizione: accompagnando la statua della Madonna in processione i carri trainati dai buoi sfilano dal santuario della Madonna del Buon Consiglio fino alla chiesa del Purgatorio e qui stazionano per essere ammirati dai fedeli[29].
- Misteri di Frigento, esposizione artistica a tema religioso che ripropone, con statue a grandezza naturale esposte nell'ex cattedrale, la passione di Cristo dall'ultima cena alla deposizione. Le origini della mostra, che si tiene ogni anno nel periodo della Quaresima, sono molto antiche: il fortuito ritrovamento di una lettera all'interno di una delle statue ad opera degli artigiani che stavano provvedendo al restauro ha consentito di datare tale tradizione al 1855. Le figure si caratterizzano per l'espressività dei volti e per l’utilizzo di stoffe che danno un abbigliamento talvolta sfarzoso ai personaggi rappresentati[30].
- Festa della Madonna del Buon Consiglio, si svolge in località Piano della Croce ogni 9 maggio. Accompagnata da una fiera, intende celebrare e ricordare il rinvenimento della maiolica raffigurante Maria e Gesù bambino, cui si deve, insieme alla devozione dei fedeli, la nascita del santuario nel 1920[4].
- Festa dell’organetto, evento folcloristico che, dal 1991, si tiene ogni anno ad agosto nella piazza antistante il santuario della Madonna del Buon Consiglio. Si tratta di una celebrazione dell’omonimo strumento musicale popolare che vede l’esibizione di organettisti e musicisti locali[4].
- Festa di San Marciano, ogni 14 giugno, in onore del santo patrono si tiene una solenne cerimonia religiosa. In occasione di tale ricorrenza sono organizzate una fiera e un'esibizione musicale nel centro storico del comune[31].
- Festa di San Rocco, ogni 16 agosto, prevede una solenne processione di cui sono protagonisti i "mezzetti", contenitori di legno che i contadini usavano come misura per il grano e che, ornati artisticamente con paglia intrecciata, sfilano assieme al simulacro del santo per le vie del centro storico portati sul capo dai fedeli[4][31].

## Cultura
Fa parte del circuito dei borghi più belli d'Italia.

### Istruzione

#### Biblioteche

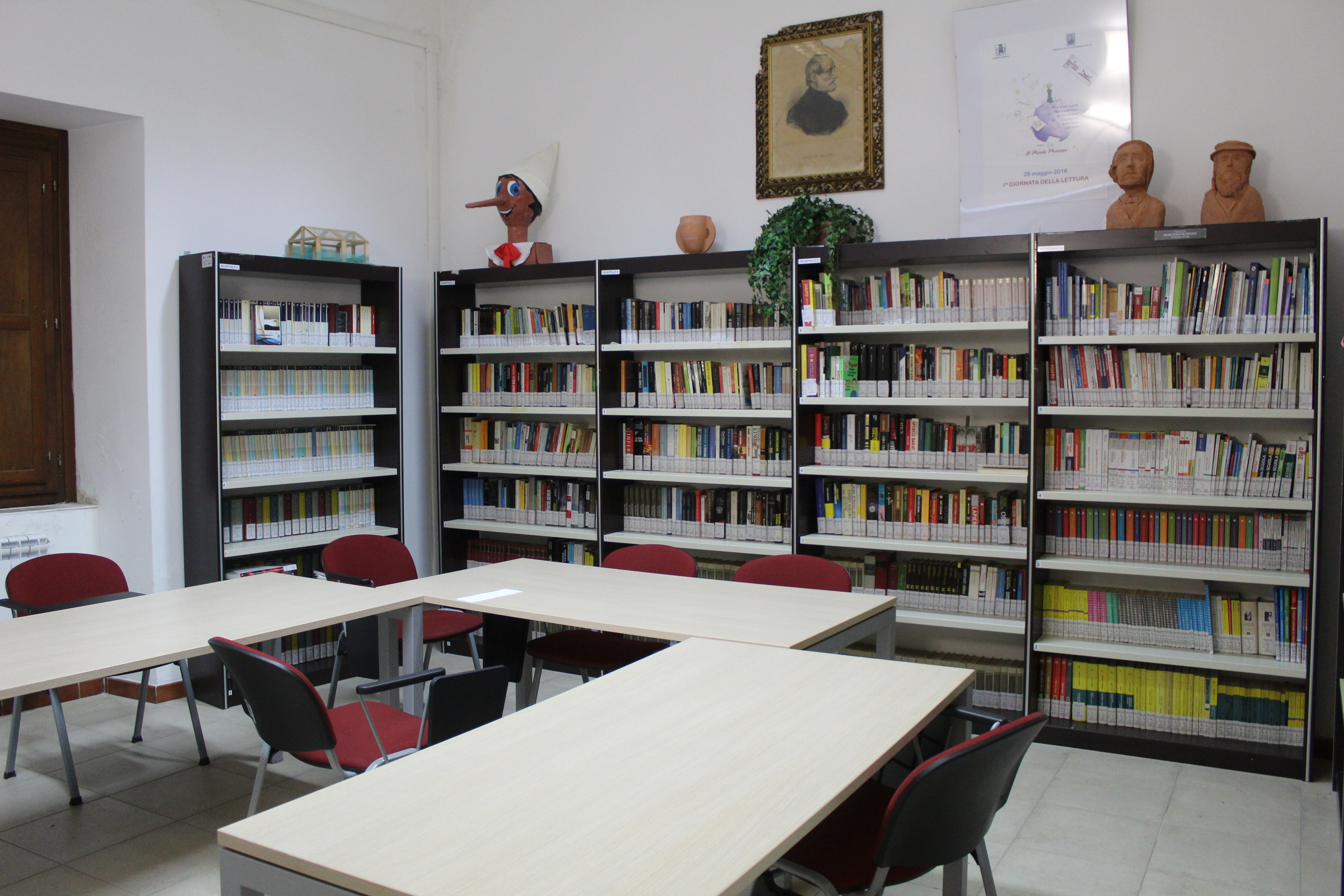
Biblioteca civica presso Palazzo De Leo

All'interno della Casa della cultura, presso palazzo De Leo, è presente la biblioteca civica. Istituita nel 1955, è parte del sistema bibliotecario nazionale (SBN), rete che permette ai lettori di usufruire di risorse distribuite sull’intero territorio nazionale per via di un catalogo unitario consultabile sul web. Dal 2018 è in atto un processo di informatizzazione dei servizi della biblioteca.

#### Scuole
A Frigento sono presenti istituti scolastici di diverso ordine e grado: oltre all'Istituto Comprensivo "G. Pascoli", con sezioni associate nei comuni limitrofi di Gesualdo, Sturno e Villamaina, nel territorio comunale hanno sede anche un istituto d'istruzione superiore statale a indirizzo linguistico e delle scienze umane e un istituto d'istruzione superiore paritario a indirizzo socio-psico-pedagogico e delle scienze umane.

#### Musei

##### Museo archeologico FRIMACT
Collocato al piano terra di palazzo De Leo, il FRIMACT offre una mostra archeologica permanente nata nel 2015 grazie alla sinergia tra soprintendenza archeologica della Campania e amministrazione comunale. Intitolata "Racconti del grano nel vento", l'esposizione ripercorre le tappe fondamentali delle vicende storiche di Frigento anche mediante il supporto di alcune installazioni audiovisive ed è presente una sala didattica, incentrata sul tema della vita quotidiana, ove sono esposti reperti riguardanti decorazioni delle abitazioni (fregi e maioliche), lucerne e contenitori per il cibo. La mostra sviluppa due tematiche principali: la vocazione agricola del territorio e le origini romane dell'abitato, testimoniate anche dal rinvenimento in diverse zone del comune di lapidi con iscrizioni antiche, steli funerarie e cippi di delimitazione dei terreni affidati ai veterani di guerra per ricompensarli del loro contributo durante le imprese belliche. Il museo mette dunque in mostra diversi reperti riguardanti l’età romana quando, secondo l'ipotesi di Theodor Mommsen in "Topografia degli Irpini", Frigento fu un municipium duovirale, ovvero una comunità cittadina assoggettata a Roma e amministrata da due magistrati. Nel cortile presente all'ingresso del museo è visibile un blocco di pietra sul quale compare un'iscrizione, databile agli anni successivi alla guerra sociale, che testimonia come Caio Quinzio Valgo, figlio di Caio, Lucio Seprunio, figlio di Lucio, quinquennali, per decisione dei decurioni curarono la costruzione delle mura, delle porte, del foro, dei portici, delle cisterne, ed essi fecero il collaudo.

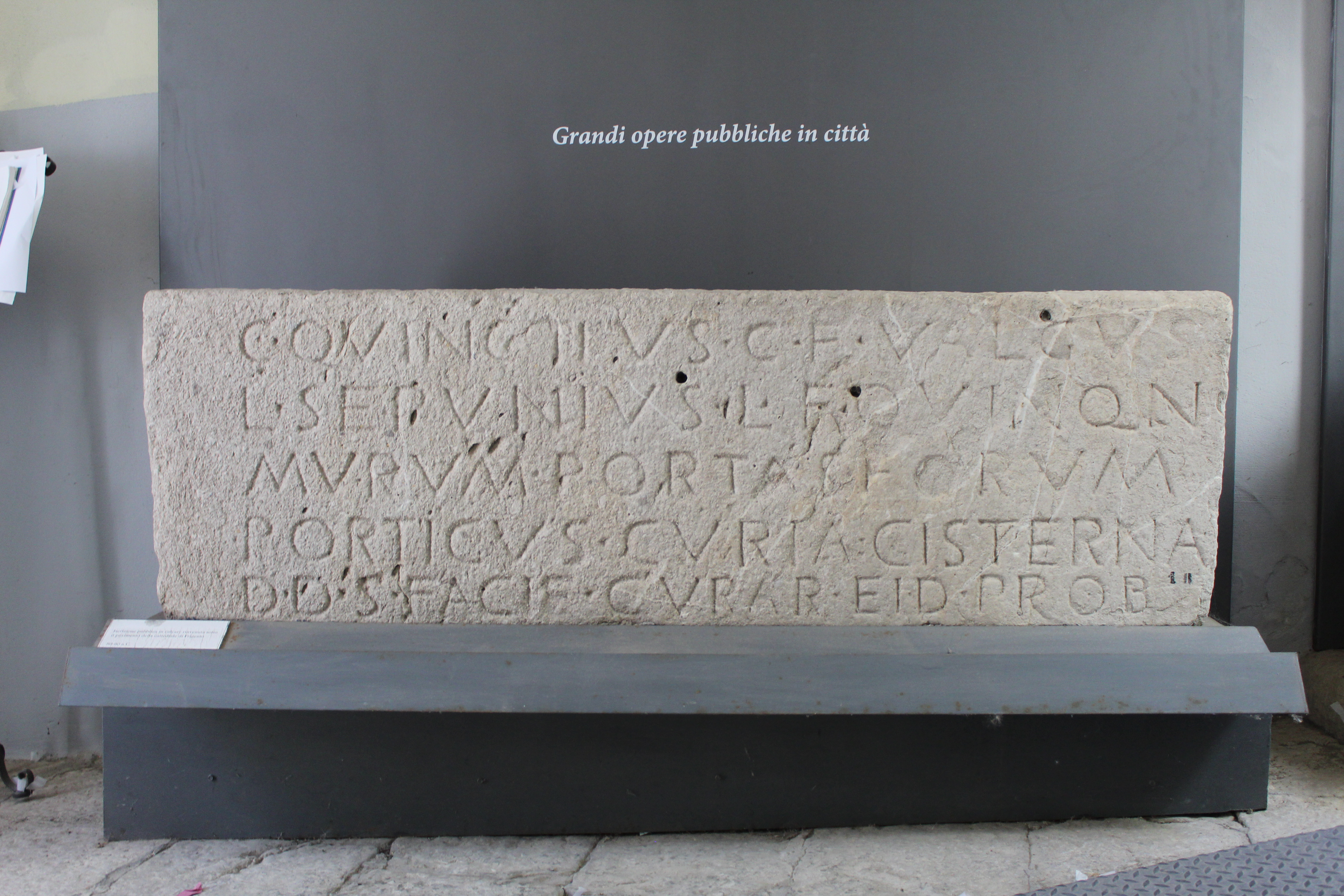
Iscrizione di età romana posta all'interno del cortile del FRIMACT

##### Civica raccolta d’arte "Pina Famiglietti"

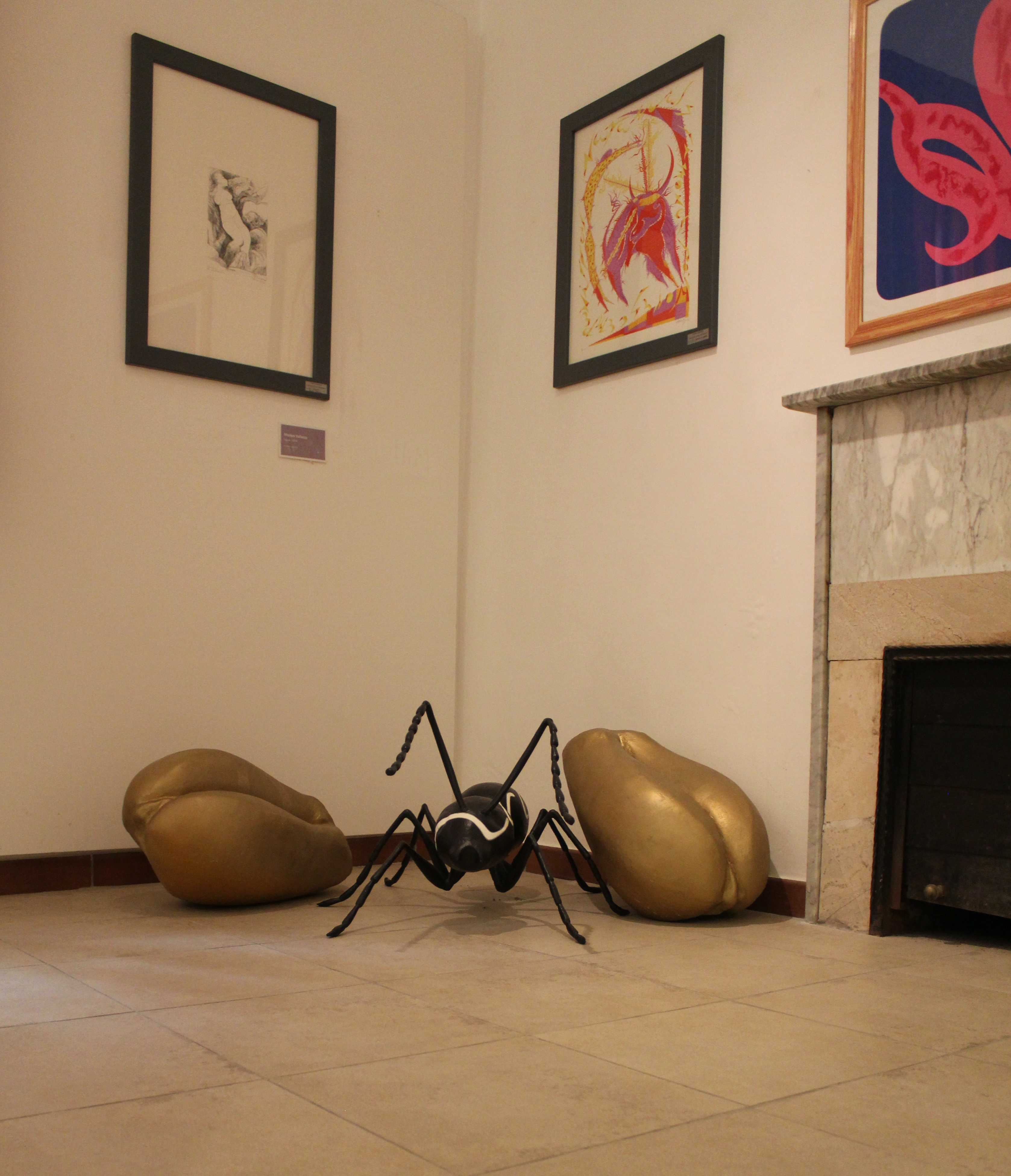
Una delle sale della pinacoteca

All'interno della Casa della cultura è visitabile, oltre al museo archeologico, la mostra permanente di stampe d’autore del maestro stampatore Angelo Gabbanini, marito della signora Pina Famiglietti, prematuramente scomparsa e alla cui memoria è dedicata l'esposizione. Il nucleo della collezione donata all’amministrazione comunale di Frigento proviene della stamperia d’arte di Roma dove Gabbanini ha collaborato con i maggiori artisti italiani e internazionali del XX secolo. Le 108 opere esposte di 51 importanti artisti si caratterizzano per la varietà di tecniche, grafica e stampa adottate. Oltre alle opere d'arte figurativa della civica raccolta, la pinacoteca accoglie anche mostre periodiche di autori contemporanei internazionali .

##### Gipsoteca "Carmine Genua"

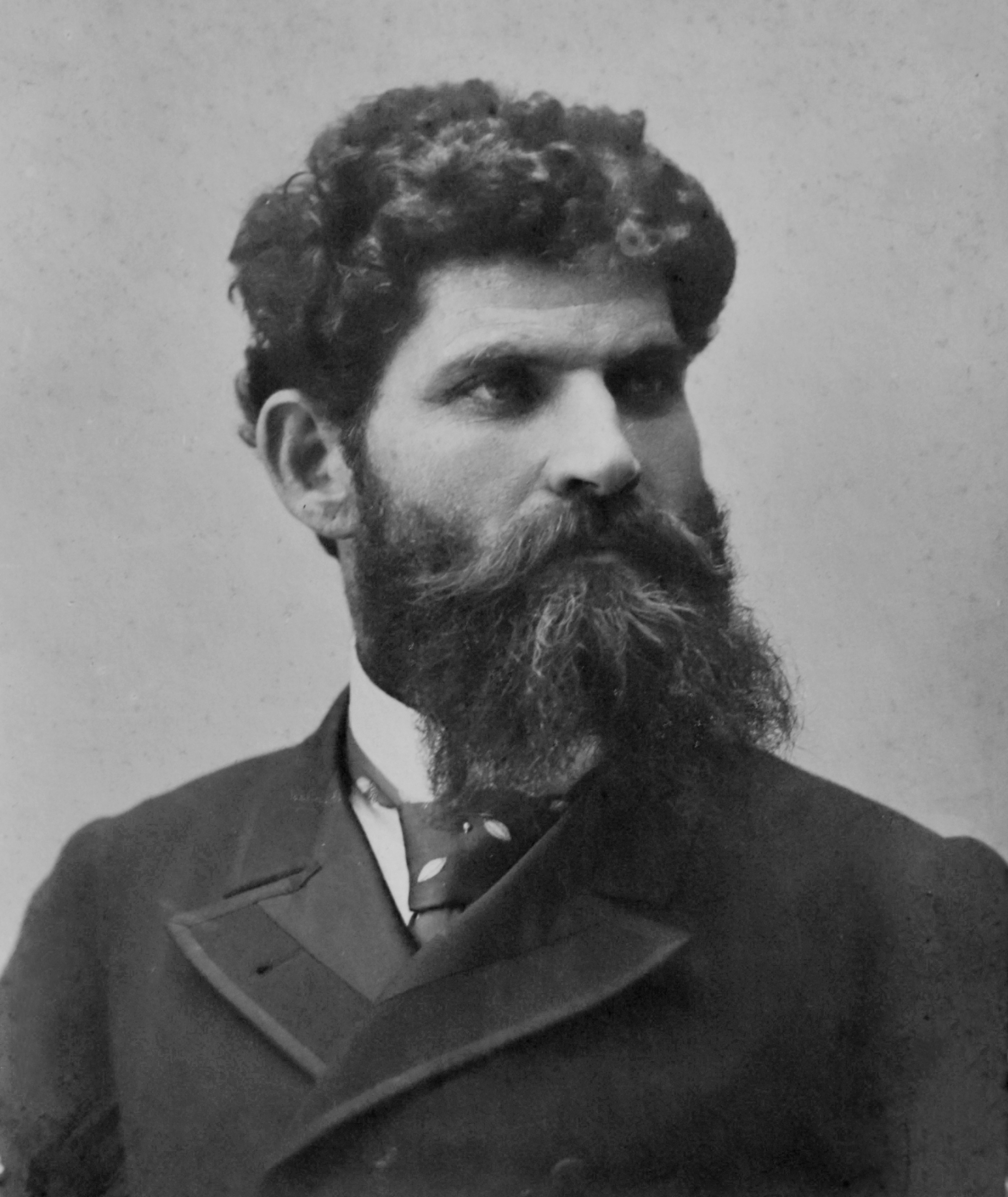
Carmine Genua, cui è dedicata la gipsoteca di Frigento

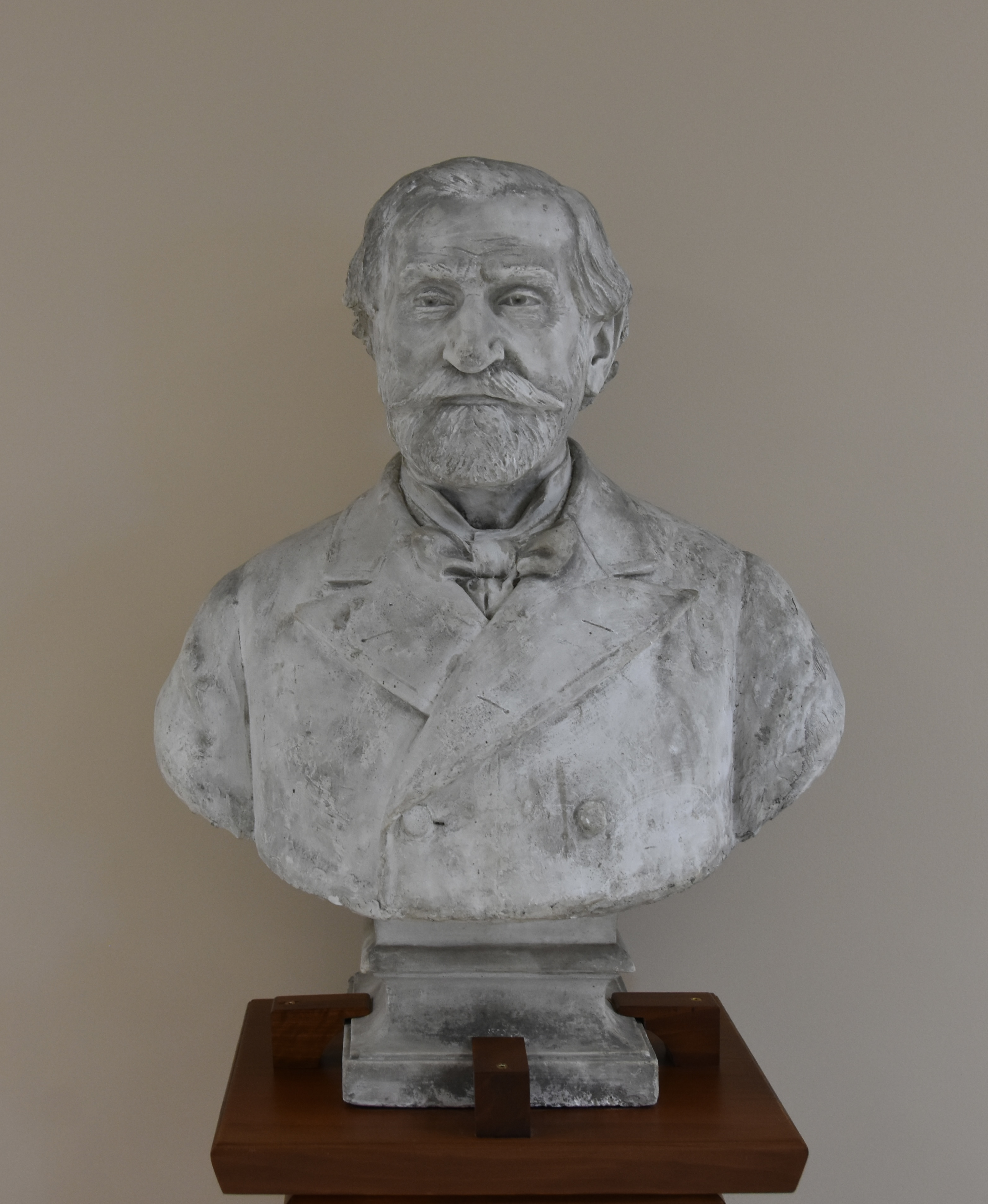
Busto in gesso di Giuseppe Verdi

Negli spazi del palazzo comunale, ricostruito ricalcando le forme e la posizione del municipio storico distrutto dal sisma del 1980, è stata inaugurata nell'agosto 2023 una mostra permanente di busti in gesso realizzati dall'artista frigentino Carmine Genua. La gipsoteca ospita sculture raffiguranti personaggi di primo piano della vita politica e culturale della seconda metà del XIX secolo, periodo in cui Genua fu protagonista della scena artistica italiana e lavorò, dal suo studio romano, tanto per casa Savoia quanto per il papato, come testimoniato anche dai busti esposti a Frigento della regina Margherita di Savoia, del figlio Vittorio Emanuele III e di papa Pio X. Nelle sale dedicate alla mostra compaiono gessi che rappresentano, tra gli altri, Giosuè Carducci, Giuseppe Garibaldi, Franz Liszt e Giuseppe Verdi.

### Media
Dal santuario della Madonna del Buon Consiglio i Frati Francescani dell'Immacolata trasmettono le celebrazioni attraverso una loro emittente radiotelevisiva, Tele Radio Buon Consiglio.

### Cucina
Molti sono i prodotti tipici dell'enogastronomia locale. Il più delle volte si tratta di materie prime, piatti e ricette povere provenienti dalla tradizione contadina, elemento essenziale della cultura del territorio. Tra i maggiori vi sono:
- Irpinia Colline dell'Ufita DOP, olio extravergine di oliva della varietà Ravece;
- Caciocavallo Silano DOP, formaggio prodotto con latte di mucca podolica, semiduro e a pasta filata;
- Agnello di Carmasciano PAT, da agnelli di razza laticauda o bagnolese allevati nei pascoli nei dintorni della mefite, quindi alimentati con erbe e fieno arricchiti dalle esalazioni sulfuree;
- Aglio dell'Ufita PAT, prodotto del territorio dall'elevata quantità di oli essenziali e principi attivi;
- Ricotta e pecorino di Carmasciano PAT, formaggi di pecora prodotti nell'omonima località, dal gusto peculiare per via dell'alimentazione degli ovini a base di erbe ricche di zolfo per la presenza della vicina mefite in Valle d'Ansanto. La ricotta è ottenuta dal siero residuo della lavorazione dell’omonimo pecorino;
- Caciocavallo irpino di grotta PAT, formaggio a pasta filata stagionato in grotta, è prodotto con latte proveniente da vacche in prevalenza di razza bruna;
- Menesta maritata, piatto in cui carne e verdura, ingredienti della preparazione, unendosi si "maritano". Prevede l'utilizzo di cicoria, verza e borragine, tipicamente accompagnate da salsicce di maiale a pezzi;
- Pizza jonna, cioè realizzata con farina di granturco, è una preparazione povera della tradizione contadina da accompagnare con verdure e ortaggi;
- Pelieo, erba aromatica e selvatica conosciuta sin dall'antichità e menzionata anche da Plinio il Vecchio con cui viene preparato un particolare sugo col quale condire i cavatelli;
- Cicerchie, legume ricco di proteine da cui si ricava una farina con la quale si preparano pane e pasta, ma che fa anche da base a zuppe e minestre o è cucinato in purea. La comune tradizione culinaria della cicerchia è alla base dell'accordo di gemellaggio stipulato nel 2009 col comune marchigiano di Serra de' Conti[4][43][44].

### Eventi
Nel periodo estivo ha luogo a Frigento il People Involvement Festival, uno dei principali festival musicali nazionali nell'ambito della scena indie e alternative rock. Promosso dall'associazione People Involvement, sin dalla prima edizione del 2010 il PIF ha assunto una particolare caratterizzazione orientata alla realizzazione di un connubio tra musica, prevenzione del disagio giovanile, inclusione sociale dei migranti presenti sul territorio e promozione turistica delle zone interne.

## Geografia antropica
Frazioni:

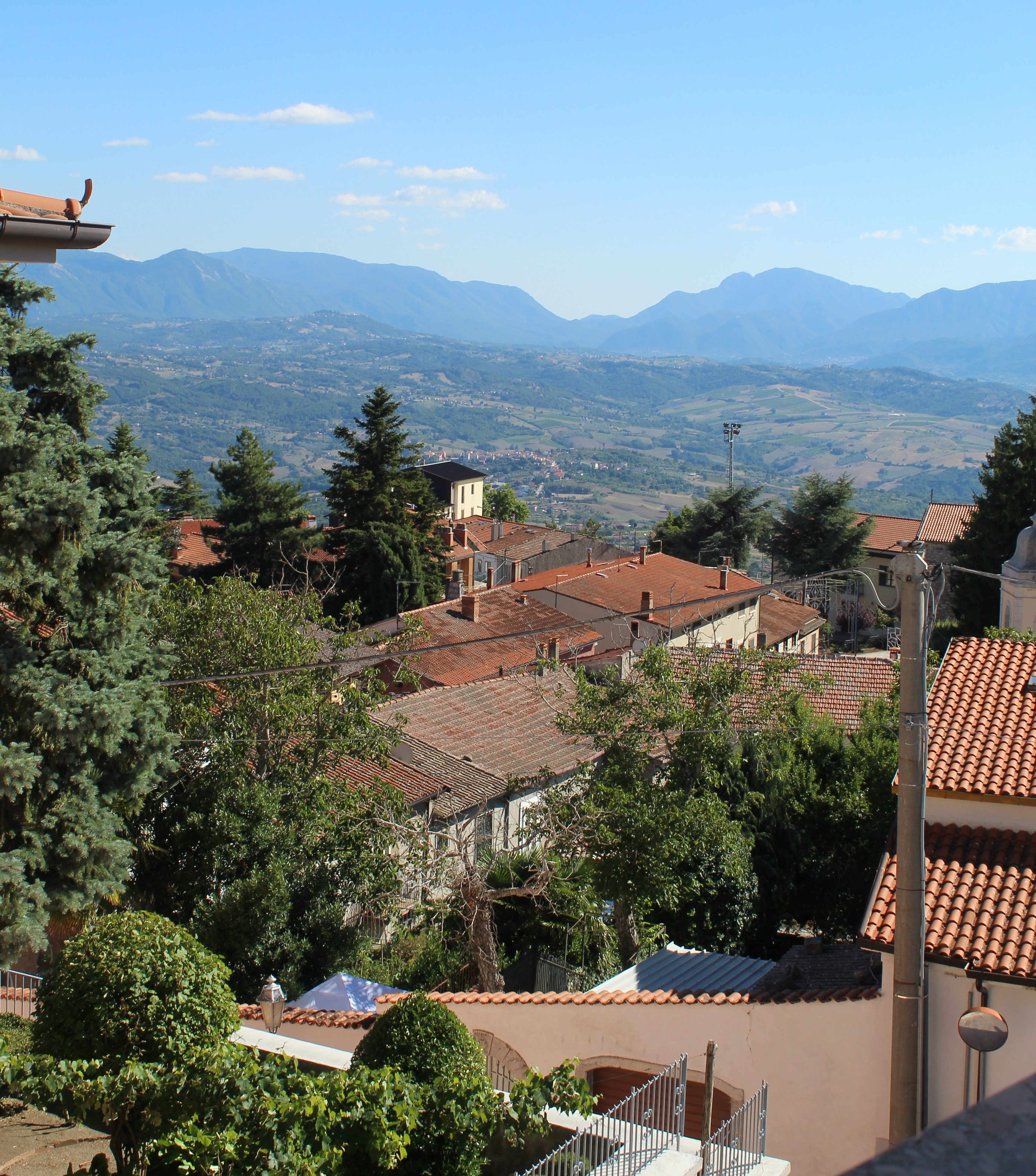
Vista sui tetti dal nuovo municipio

- Pagliara, dista 1,56 km dal centro, sorge a 750 metri s.l.m. ed ha 1 300 abitanti.
- Pila ai Piani, sorge a 370 m s.l.m. ed ha 876 abitanti. Vi si trova la chiesa di Santissima Maria Immacolata del 1732. Nella frazione, in seguito a scavi, sono riemersi i resti di una villa romana[46].

## Economia
Sebbene tradizionalmente agricola, con produzione di grano, olio, vino, ortaggi, legumi e tabacco, a partire dagli ultimi due decenni del '900 una quota significativa degli occupati del comune è impiegata nel terziario dal momento che sono in molti a lavorare nei settori dell'istruzione, della sanità e dell'amministrazione pubblica. In crescita è il settore industriale che, dapprima rappresentato soprattutto da imprese operanti nel settore dell'edilizia e della lavorazione di ferro e legno, vede un importante polo nell'area PIP sita nei pressi del fiume Ufita nella frazione di Pila ai Piani, dove sorgono opifici del settore agro-alimentare e manifatturiero. È presente, inoltre, nel comune un grande parco eolico che rientra in parte nel limitrofo comune di Sturno.

## Infrastrutture e trasporti
Il territorio comunale è attraversato dalla strada statale 303 (SS 303) e dalle strade provinciali 38, 76 e 167 (SP38, SP76 e SP167).

## Amministrazione

### Gemellaggi
- Serra de' Conti, dal 2009[44]

### Altre informazioni amministrative
Il comune fa parte della Comunità montana dell'Ufita e dell'Unione dei comuni Terre dell’Ufita.

## Sport
Frigento vanta una società sportiva, l'U.S. Frigento A.S.D, che milita nella prima categoria irpina.

### Impianti sportivi
Lo stadio comunale "Anello Ciriaco" sorge alle porte del centro storico ed è intitolato alla memoria di un giovane e promettete atleta frigentino prematuramente scomparso. Il comune è dotato anche di un moderno palasport inaugurato nel 2014 e di un campo da calcetto con erba sintetica in località Piano della Croce. Nella frazione di Pila ai Piani sono presenti, inoltre, un secondo campo da calcio a 5 e una palestra comunale.